# Семергей Станіслав Олександрович
Семергей Станіслав Олександрович (нар. 7 жовтня 1993 року, Полтава) - український державний та політичний діяч, юрист.
Депутат Київської обласної ради VIII скликання. Голова Постійної комісії Київської обласної ради з питань капітального будівництва, архітектури, транспорту, зв’язку, паливно-енергетичного забезпечення та розвитку інфраструктурних об’єктів. Засновник Міжнародної благодійної організації "Допомога Україні+".

## Біографія
Народився 7 жовтня 1993 року в місті Полтава, в родині науковців. Мати - доктор історичних наук. Батько - політолог, кандидат історичних наук, доцент. 
З 2000 по 2010 рік навчався в Полтавській ЗОШ №3. В той же час закінчив музичну школу №2 по класу гітари.
З 2010 по 2015 рік проживав у місті Харків, де навчався в Національному юридичному університеті імені Ярослава Мудрого. Отримав ступінь магістра за спеціальністю «правознавство», здобув кваліфікацію юрист. 
У серпні 2015 року прийняв Присягу державного службовця. З 2015 по 2016 рік працював в Антимонопольному комітеті України. 
2016-2019 рр. - співзасновник рекрутингової компанії в сфері кадрового забезпечення, підбору та підготовки кваліфікованого персоналу, консалтингу в сфері управління, юридичних послуг, освітніх проектів та ін.
У 2019-2020 рр. працював в Апараті Верховної Ради України на посаді помічника-консультанта народного депутата України.
З 25 жовтня 2020 року і по цей час депутат Київської обласної ради VIII скликання.
В квітні 2022 року заснував Міжнародну благодійну організацію "Допомога Україні+".
Проживає в м. Києві. Одружений.

## Громадська, політична та благодійна діяльність
25 жовтня 2020 року під час чергових місцевих виборів був обраний депутатом Київської обласної ради VIII скликання від політичної партії "Слуга Народу". Балотувався від Білоцерківського району Київської області.
25 листопада 2020 року, рішенням першої сесії Київської обласної ради був включений до складу Лічильної комісії Київської обласної ради VIIІ скликання на посаду секретаря.
30 листопада 2020 року, рішенням першої сесії Київської обласної ради був обраний членом постійної комісії Київської обласної ради VIІІ скликання з питань освіти, науки, свободи слова, ЗМІ, культури, духовності та релігії. В подальшому був обраний секретарем цієї комісії.
У 2020-2021 рр, під час пандемії COVID-19, був членом гуманітарного штабу, який надавав допомогу медичним закладам Київської області. 
З правом дорадчого голосу, з метою налагодження координації між органами виконавчої влади та місцевого самоврядування із медичними закладами області - брав участь в засіданнях комісії з питань техногенно-екологічної безпеки та надзвичайних ситуацій при Київській обласній державній адміністрації.
З серпня 2021 року представляє Київську обласну раду в складі поліцейської комісії Управління патрульної поліції у Київській області.
22 вересня 2022 року, рішенням сесії Київської обласної ради був обраний Головою Постійної комісії Київської обласної ради з питань капітального будівництва, архітектури, транспорту, зв’язку, паливно-енергетичного забезпечення та розвитку інфраструктурних об’єктів.
З 2022 року, від початку повномасштабної збройної агресії РФ проти України, займається гуманітарними проектами. На початку березня 2022 року разом із однодумцями організував пункт приготування та видачі безкоштовних гарячих обідів для тимчасово переміщених осіб, дітей-сиріт, людей похилого віку, які перебувають у Полтаві. В Київській області брав активну участь в наданні гуманітарної допомоги мешканцям міст, які найбільше постраждали внаслідок бойових дій.
Наприкінці 2022 року, як голова Постійної комісії Київської обласної ради з питань капітального будівництва, архітектури, транспорту, зв’язку, паливно-енергетичного забезпечення та розвитку інфраструктурних об’єктів - затвердив виділення коштів для відновлення житла, яке було зруйновано внаслідок бойових дій на території Київської області.
В березні 2023 року, як голова профільної Комісії, підтримав фінансування відбудови зруйнованих та пошкоджених інфраструктурних об'єктів Київської області в обсязі 279 млн. гривень.